# Fischa
Fischa er en flod i Østrig i delstaten Niederösterreich. Floden udspringer i kommunen Haschendorf i nærheden af Ebenfurth. Den afvander to mindre vandgrave, der fyldes med grundvand fra dybtliggende kilder i Wienerbækkenet. Fischa er på trods af sit forholdsvis korte forløb på 35 km derfor en vandrig flod. Den eneste betydende biflod er Piesting. Fischa flyder gennem Wienerbækkenets sydlige region Steinfeld og udmunder ved Fischamend i Donau.
Vandstand og temperatur er nogenlunde konstant over året, hvilket gør floden velegnet til industriel udnyttelse. Således lå det betydende Spinnerie Marienthal ved floden. Der er omkring floden flere sumpe.
48°07′10″N 16°40′35″Ø / 48.1194°N 16.6764°Ø